# Oberweikertshofen
Oberweikertshofen ist ein Ortsteil der oberbayerischen Gemeinde Egenhofen im Landkreis Fürstenfeldbruck.

## Geografie
Das Kirchdorf liegt circa zwei Kilometer südlich von Egenhofen an der Kreisstraße FFB 2.

## Geschichte
Oberweikertshofen wird um das Jahr 1130 als "Wicfridishouen" (wahrscheinlich von den Höfen des Wicfried) als erstes erwähnt. Im Laufe des 12. Jahrhunderts taucht das Name wiederholt auf. Ab Mitte des 12. Jahrhunderts bis Mitte des 13. Jahrhunderts herrschte in Oberweikertshofen das Geschlecht der Wichfershouen (oder Wikkershouen). 1158/59 erscheint der Ort als Ministrale des Grafen Konrad II von Dauchau.
1315 erscheint Oberweikertshofen urkundlich als Pfarrei mit Kirche und Friedhof. Zu dieser Zeit besaßen viele Hofmarken und Klöster Grundstücke im Ort. Besonders hervorzuheben sind die Grafen von Hundt zu Lautterbach, die um das Jahr 1800 ein Schulhaus errichten ließen. Die vordere Hälfte des Langhauses, der Turm und das Altarhaus der Kirche wurden 1450 gebaut.
Während des Dreißigjährigen Krieges wurde die Einwohnerzahl Oberweikertshofens halbiert (von 15 auf 6).
Im August 1768 zog der Pfarrer Thaddäus Neumayr auf Unterschweinbach nach Oberweikertshofen, um dort seinen geistlichen Dienst auszuführen. Er wird als Mann mit Pflichtbewusstsein beschrieben, weshalb er eine Aufzeichnung seines Dienstes sowie der Dienstbotenkost führte. Aus diesen kann man entnehmen, dass es zu dieser Zeit der Tisch nur an Festtagen üppig gedeckt war.
Die Gemeindegründung fand im Jahre 1818 statt. Zusammen mit den Ortsteilen Dürabuch, Eurastetten, Poigern, Rottenfuß und Waltenhofen wurde Oberweikertshofen eine eigenständige Verwaltungseinheit. Eine Volkszählungsurkunde vom 1. Dezember 1900 belegt den damaligen Einwohnerstand mit 369 Einwohnern, von denen 177 männlich und 192 weiblich waren. In Oberweikertshofen selbst lebten 111 Personen in 20 Haushalten. Ab 1845 gingen die Kinder nach Egenhofen auf die Schule, vorher nach Aufkirchen.
1868 kaufte Georg Kellerer, ein Wirtssohn aus Wiedenzhausen, die örtliche Wirtsstube, zusammen mit 10 Hektar Land und einer kleinen Ziegelei. Im Nebenerwerb brannte die Familie Ziegel und versorgte damit die Umgebung. Während des Zweiten Weltkrieges wurde aufgrund von fehlender Nachfrage und Arbeitskräften nicht gebrannt. Im Bauboom der Nachkriegszeit entwickelte sich das Unternehmen sehr stark.
1903 wurde die erste Schützenvereinigung gegründet. Ab 1905 steht die Freiwillige Feuerwehr Oberweikertshofen zur Verfügung. Ab dem 18. Februar 1908 war es möglich zu telefonieren. 1923 gibt es in ganz Oberweikertshofen Strom. Durch die Weltkriege hatte Oberweikertshofen 20 Einwohner zu betrauern. 1951 wurde ein Schulgebäude errichtet, das bis zur Schulreform 1969 genutzt wurde. Danach gingen die Schüler wieder nach Aufkirchen. 1918/19 wird der hintere Teil des Langhauses der Kirche gebaut.
1949 wurde der Ortsteil Dürabuch der Gemeinde Wenigmünchen eingegliedert. 1972 wurde diese in die Gemeinde Oberweikertshofen eingegliedert. 1961 wird der Sportverein Oberweikertshofen gegründet. 1978 wurde die Gemeinde Oberweikertshofen im Zuge der Gebietsreform mit Aufkirchen, Egenhofen und Unterschweinbach zur Gemeinde Egenhofen zusammengefasst.
Am 1. Mai 1978 wurde Oberweikertshofen mit dem Ortsteil Wenigmünchen nach Egenhofen eingegliedert.

## Baudenkmäler
Siehe auch: Liste der Baudenkmäler in Oberweikertshofen
- Katholische Pfarrkirche St. Johann Baptist

## Bodendenkmäler
Siehe: Liste der Bodendenkmäler in Egenhofen